# 木村浩 (教育学者)
木村 浩（きむら ひろし、1932年11月14日 - 2015年11月1日）は、日本の教育学者である。大阪府出身。元国立教育研究所主任研究官・研究室長、元城西大学教授・城西大学水田記念図書館名誉館長。専門は比較教育学、イギリス教育、中等教育制度。

## 来歴・人物
- 1932年大阪府生まれ。千葉県佐倉市に居住し、千葉県立佐倉第一高等学校(現在の佐倉高校)卒業を経て、東京大学大学院教育学研究科修士課程修了、オックスフォード大学留学を経て、1977年国立教育研究所(現国立教育政策研究所)研究官採用。研究所では比較教育部門な属し、主としてイギリスの中等教育制度の在り方を比較教育学の立場から研究した。1993年に同研究所を退官し、城西大学教授に就任。同大学の図書館長も務めた。研究所在職中には、平塚益徳、手塚武彦の下で、国際的な比較教育学の大会等の運営に尽力した。

## 著書・論文

### 著書(単著)
- 『イギリスの教育課程改革―その軌跡と課題』』(東信堂、2006年)

### 共著
- 『生涯学習の研究』下巻(国立教育研究所、1993年)
- 『生涯学習-日本と世界-』下巻(エムティ出版、1995年)
- 『(共訳)『学校における平等保障-質・アイデンティティー・社会-』(ラニメード財団(ロンドン)、(財)教科書研究センター・研究資料、1994年)